# Ґалев (Плешевський повіт)
Ґалев (пол. Galew) — село в Польщі, у гміні Добжиця Плешевського повіту Великопольського воєводства.
Населення — 478 осіб (2011).
У 1975-1998 роках село належало до Каліського воєводства.

## Демографія
Демографічна структура станом на 31 березня 2011 року:
|          | Загалом | Допрацездатний вік | Працездатний вік | Постпрацездатний вік |
| -------- | ------- | ------------------ | ---------------- | -------------------- |
| Чоловіки | 240     | 60                 | 159              | 21                   |
| Жінки    | 238     | 50                 | 136              | 52                   |
| Разом    | 478     | 110                | 295              | 73                   |